# 熊本鎮台
熊本鎮台（くまもとちんだい）は、1873年から1888年まで、九州地方にあった日本陸軍の部隊である。鎮西鎮台の後身で、当時全国に6つあった鎮台の一つとして設けられ、第6軍管を管轄した。台湾出兵、佐賀の乱、神風連の乱、西南戦争で戦った。鎮台廃止により第6師団に引き継がれた。

## 熊本鎮台の発足
明治初めの日本の軍隊は、諸藩兵を集めたもので、政府直属の軍隊はなかった。この状態を変えるため、1871年（明治4年）に、東京に御親兵、地方に鎮台を置いた。九州地方には小倉に西海道鎮台の名で設置され、すぐに鎮西鎮台と改称した。鎮西鎮台の本営は小倉を予定したが、当面は熊本に置くことにした。本営は熊本藩旧藩主の花畑屋敷跡から熊本城本丸に移転した。
それが、1873年（明治6年）7月19日制定の鎮台条例で、熊本鎮台と改称した。小倉への鎮台移転は行われないままに終わった。鎮台条例は、鎮台の管轄地を軍管と呼んだ。熊本鎮台のは第6軍管で、2つの師管に分けられた。南九州の第13師管と北九州の第14師管である。

## 軍備と戦争
1875年（明治8年）改訂の「六管鎮台表」によれば、第13師管には歩兵第13連隊、第14師管には歩兵第14連隊が配置されることになっていた。ほかに砲兵第6大隊、工兵第6小隊、輜重兵第6小隊、預備砲兵第3大隊、預備工兵第3小隊、長崎と鹿児島の海岸砲隊が熊本鎮台に属した。騎兵はない。人員の総数は平時4780人、戦時6920人である。しかし定員は計画上のもので、実際の充足にはなお時を要した。歩兵第13連隊と14連隊は、1875年（明治8年）9月に編成されたので、それ以前（佐賀の乱まで）は大隊が基本単位であった。
鎮台の任務は、国内反乱の鎮圧と対外的な防衛にあったが、士族反乱に対する国内向けの比重が大きかった。熊本鎮台は、近代日本最初の対外戦争となった1874年（明治7年）の台湾出兵で兵力を出し、同年に勃発した佐賀の乱を鎮圧した。1876年（明治9年）の神風連の乱では鎮台司令官が殺されたが反撃して鎮圧した。1877年（明治10年）には当時の日本陸軍の総力を挙げた戦争となった西南戦争が起き、熊本鎮台の兵は熊本城に籠城して守りきった。

## 1885年改正
1885年（明治18年）6月の鎮台条例改正で、6つの鎮台の兵力が均一にそろえられた。各鎮台の主力は歩兵2個旅団（4個連隊）で、これに騎兵と砲兵が各1個連隊、工兵と輜重兵が各1個大隊が加わる。また、第6軍管の管轄地に沖縄が加わった。師管は南が第11師管、北が第12師管と、番号がずれた。
しかし以上もまた計画であり、歩兵第23連隊と歩兵第24連隊の編成は1884年（明治17年）に第1大隊の編成に着手した段階であった。両連隊の編成完了は1888年（明治21年）、つまり師団制移行の年になった。

## 鎮台の廃止と師団への移行
1888年（明治21年）、鎮台条例は廃止になり、かわって師団司令部条例などが一斉に施行された。1885年条例の戦力を完成した熊本鎮台は、そのまま第6師団に移行した。

## 部隊の編制
以下は、性格が異なる史料から紹介したもので、相互の対応はとれていない。また、多くは実際の編成ではなく、計画上のものである。

### 1875年
1875年（明治8年）4月7日改訂の「六管鎮台表」による。
- 熊本鎮台（熊本）
  - 歩兵第13連隊（熊本）　1875年9月に編成[9]
  - 歩兵第14連隊（小倉）　1875年9月に編成[9]
  - 砲兵第6大隊
  - 工兵第6小隊
  - 輜重兵第6小隊
  - 預備砲兵第3大隊
  - 預備輜重兵第3小隊
  - 鹿児島砲隊
  - 長崎砲隊

### 1882年から1883年頃の実際の編成状況
1882年から1883年頃の実際の編成状況。『改正官員録』による。
- 熊本鎮台
  - 歩兵第13連隊
  - 歩兵第14連隊
  - 野砲兵第3大隊
  - 山砲兵第6大隊
  - 工兵第3大隊
  - 輜重兵第6小隊
  - （沖縄分遣歩兵隊）[11]
  - （長崎分遣砲隊）[12]

### 1885年
鎮台条例の付表である「七軍管兵備表」と「諸兵配備表」による。戦時には常備軍と同じ構成（補充隊は欠く）の後備軍が編成される予定であった。
- 熊本鎮台（熊本）
  - 歩兵第11旅団（熊本）
    - 歩兵第13連隊（熊本）
    - 歩兵第23連隊（熊本）　1884年に編成開始、1888年に編成完了[8]

  - 歩兵第12旅団（小倉）
    - 歩兵第14連隊（小倉）
    - 歩兵第24連隊（福岡）　1884年に編成開始、1888年に編成完了[8]

  - 騎兵第6連隊（熊本）
  - 砲兵第6連隊（熊本）
  - 工兵第6大隊（熊本）
  - 輜重兵第6大隊（熊本）
  - 歩兵補充隊4個大隊
  - 騎兵補充隊1個中隊
  - 砲兵補充隊1個中隊
  - 輜重兵補充隊1個中隊

## 人事

### 司令長官
- 桐野利秋 少将：明治5年4月14日 - 明治6年4月5日（明治6年1月9日に鎮西鎮台から熊本鎮台と改称）
- 谷干城 少将：明治6年4月5日 - 明治7年4月5日
- （代理・兼務）野津鎮雄 少将：明治7年4月12日 - 明治7年11月27日（陸軍省第4局長の兼任）
- （代理）野津鎮雄 少将：明治7年11月27日 - 明治8年6月23日
- 野津鎮雄 少将：明治8年6月23日 - 明治9年6月13日
- 種田政明 少将：明治9年6月13日 - 明治9年10月24日（神風連の乱で死）
- （兼務）大山巌 少将：明治9年10月29日 - 明治9年11月9日（陸軍少輔兼第1局長の兼任）
- 谷干城 少将：明治9年11月9日 - 明治11年12月14日
- 曾我祐準 少将：明治11年12月14日 - 明治12年9月25日

### 熊本鎮台司令官
- 曾我祐準 少将：明治12年9月25日 - 明治13年4月29日
- 高島鞆之助 少将：明治13年4月29日 - 明治14年2月7日
- 山地元治 少将：明治14年2月7日 - 明治15年2月6日
- 国司順正 少将：明治15年2月6日 - 明治18年5月21日
- 三好重臣 中将：明治18年5月21日 - 明治19年7月26日
- 三浦梧楼 中将：明治19年7月26日 - 明治19年8月16日
- 山地元治 中将：明治19年8月18日 - 明治21年5月12日（明治21年5月14日第6師団長）

### 参謀長
- （心得）中村重遠 中佐：明治6年12月27日 - 明治7年4月
- 佐久間左馬太 中佐：明治7年4月5日 - 明治8年3月
- 渡辺央 中佐：明治8年3月13日 - 明治9年6月
- 高島茂徳 中佐：明治9年6月19日 - 明治9年10月24日（神風連の乱で死）
- 樺山資紀 中佐：明治9年11月18日 - 明治11年12月19日
- 野崎貞澄 大佐：明治11年12月19日 - 明治14年1月26日
- 国司順正 大佐：明治14年1月26日 - 明治15年2月6日
- 山口素臣 大佐：明治15年3月10日 - 明治18年5月26日
- （心得）川村景明 中佐：明治18年5月26日 - 明治21年5月（明治21年5月14日第6師団参謀長）

### 参謀副長
- 児玉源太郎 少佐：明治9年12月 - 明治11年2月

### 1882年から1883年頃
熊本鎮台司令部と、隷下の部隊・官衙の長。『改正官員録』による。
- 司令官 国司順正　少将
  - 参謀長　山口素臣　大佐
    - 参謀　山内長人　少佐
    - 参謀　中西千馬　大尉
    - 副官　藤田景徳　大尉
    - 伝令使　新妻英馬　少尉
    - 文庫主管　蘆原甫　少尉
    - 武庫主管　木村起善　大尉

  - 会計　寺田利　一等副監督
    - 次長　曾山庸　会計監督補
    - 計算課長　石川則致　会計軍吏
    - 糧食課長　堀忠　会計軍吏
    - 被服課長　粉田弘道　会計軍吏
    - 病院課長　丸山経行　会計軍吏
      - 課僚　浅井親政　会計軍吏副
      - 課僚　中智清　会計軍吏副
      - 課僚　武藤貞　会計軍吏副
      - 課僚　津田信行　軍吏副
      - 課僚　津留親友　軍吏補
- 病院長　八杉利雄　二等軍医正
- 歩兵第13連隊長　坂元純煕　中佐
  - 第1大隊長　吉田道時　少佐
  - 第2大隊長　福島庸智　少佐
  - 第3大隊長　友安治延　歩兵少佐
- 歩兵第14連隊長・小倉営所司令官　茨木惟昭　大佐
  - 第1大隊長　長谷川良之　少佐
  - 第2大隊長　寺内清祐　歩兵少佐
  - 第3大隊長　和智重任　少佐
- 野砲兵第3大隊長　瀬崎久誠　少佐
- 山砲兵第6大隊長　西川経武　少佐
- 工兵第3大隊　古川宣誉　工兵大尉
- 輜重兵第6小隊　伊東和彰　大尉
- （沖縄分遣歩兵隊）
- （長崎分遣砲兵隊）
- 熊本鎮台軍法会議
  - 山本忠彰　理事
  - 山村清景　理事
- 小倉営所軍法会議
  - 桑名素男　理事
  - 志水小一郎　理事
- 第13師管後備軍司令官　鈴木奉憲　少佐
- 第14師管後備軍司令官　川崎辰巳　大尉
- 熊本衛戍司令官　八木憫隼　歩兵大佐